# Gare de La Gouesnière – Cancale – Saint-Méloir-des-Ondes
Gare de La Gouesnière - Cancale - Saint-Méloir-des-Ondes – przystanek kolejowy w Saint-Méloir-des-Ondes, w departamencie Ille-et-Vilaine, w regionie Bretania, we Francji. Jest zarządzany przez SNCF i przez RFF (infrastruktura). Przystanek obsługuje również gminę La Gouesnière.
Jest obsługiwany przez pociągi TER Bretagne. 

## Położenie
Przystanek znajduje się na linii Rennes – Saint-Malo, w km 445,814, pomiędzy stacjami La Fresnais i Saint-Malo, na wysokości 17 m n.p.m.

## Linie kolejowe
- Rennes – Saint-Malo